# 米高·費斯基拿特
舞行龍詹姆斯（英語：Michael James Fitzgerald；1988年9月17日—），生于紐西蘭奧克蘭，职业足球运动员，2013年5月27日取得日本国籍。现效力于日本職業足球联赛球会新潟天鵝。